# پیتر تودبد
پیتر تودبد (انگلیسی: Peter Tudebode)، کشیشی از اهالی پوتیو و از شرکت‌کنندگان در نخستین جنگ صلیبی و مؤلف وقایع‌نامه‌ای در این باره به زبان لاتین است که با نام هیستوریا دِ هیروسولیمیتانو معروف است. وی براساس کتاب گشتا به نگارش اثرش در همان دهه نخست قرن ۱۲ میلادی اقدام نموده‌است. در میان محققان معاصر، پیرامون ارتباط این دو وقایع‌نامه، بحث و جدل فراوان شده‌است. وس از این‌چنین به نظر می‌رسید که کتاب گشتا براساس این اثر تودبد نوشته اشت اما طبق بررسی‌های جدید این تودبد است که از گشتا برای نوشتن اثر خود استفاده کرده‌است.